# 즈워테 타라시

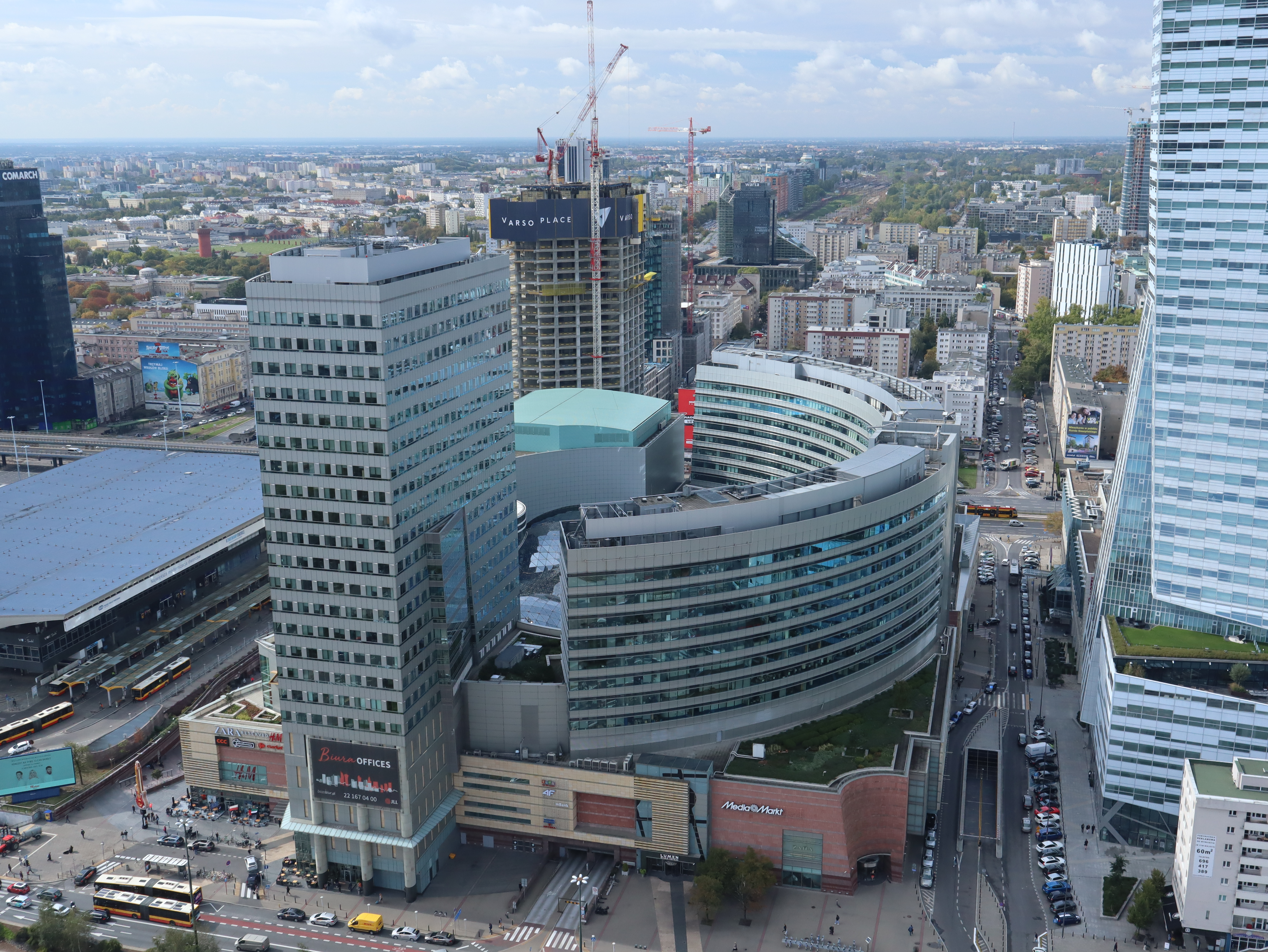
문화과학궁전에서 본 즈워테 타라시 (2019년)

즈워테 타라시(폴란드어: Złote Tarasy)은 폴란드 포모제주 바르샤바의 상업용 및 사무용 단지다. 이 단지는 쇼핑몰인 즈워테 타라시, 사무실 건물인 루멘과 스카이라이트로 구성되어 있다.